# بيدرا بريتا
بيدرا بريتا بلدية في ولاية ماتو جروسو في المنطقة الوسطى الغربية من البرازيل.